# Pherbellia argyrotarsis
Pherbellia argyrotarsis är en tvåvingeart som först beskrevs av Becker 1908.  Pherbellia argyrotarsis ingår i släktet Pherbellia och familjen kärrflugor.
Artens utbredningsområde är Kanarieöarna. Inga underarter finns listade i Catalogue of Life.